# Kyōhei Suzaki
Kyōhei Suzaki (japanisch 須崎 恭平 Suzaki Kyōhei; * 21. Juni 1989 in der Präfektur Mie) ist ein ehemaliger japanischer Fußballspieler.

## Karriere
Suzaki erlernte das Fußballspielen in der Jugendmannschaft von Júbilo Iwata. Seinen ersten Vertrag unterschrieb er 2008 bei Júbilo Iwata. Der Verein spielte in der höchsten Liga des Landes, der J1 League. Im Juli 2009 wechselte er zum Zweitligisten FC Gifu. Für den Verein absolvierte er sechs Ligaspiele. Ende 2009 beendete er seine Karriere als Fußballspieler.